# 에포로스

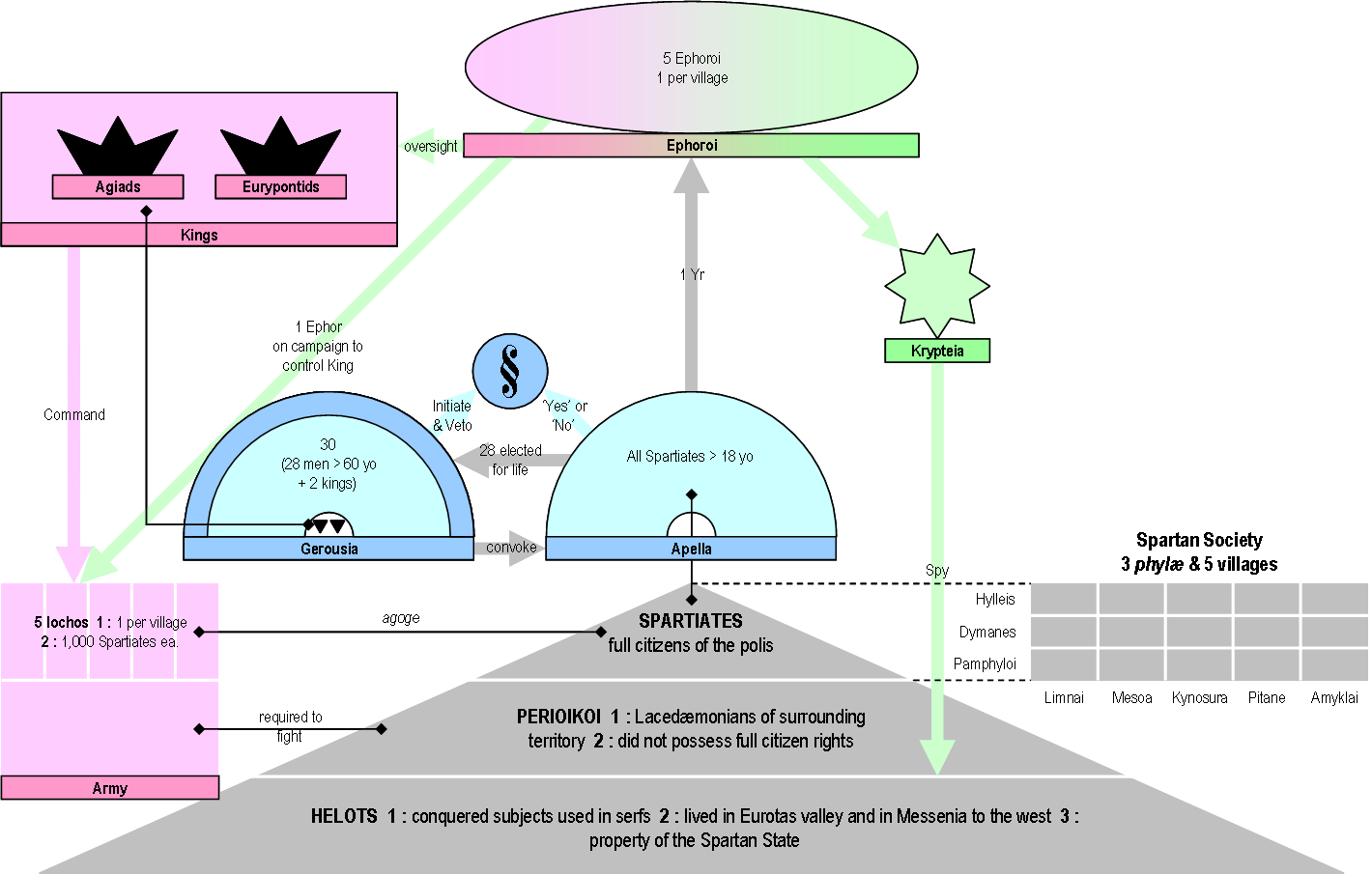
스파르타의 사회 구조

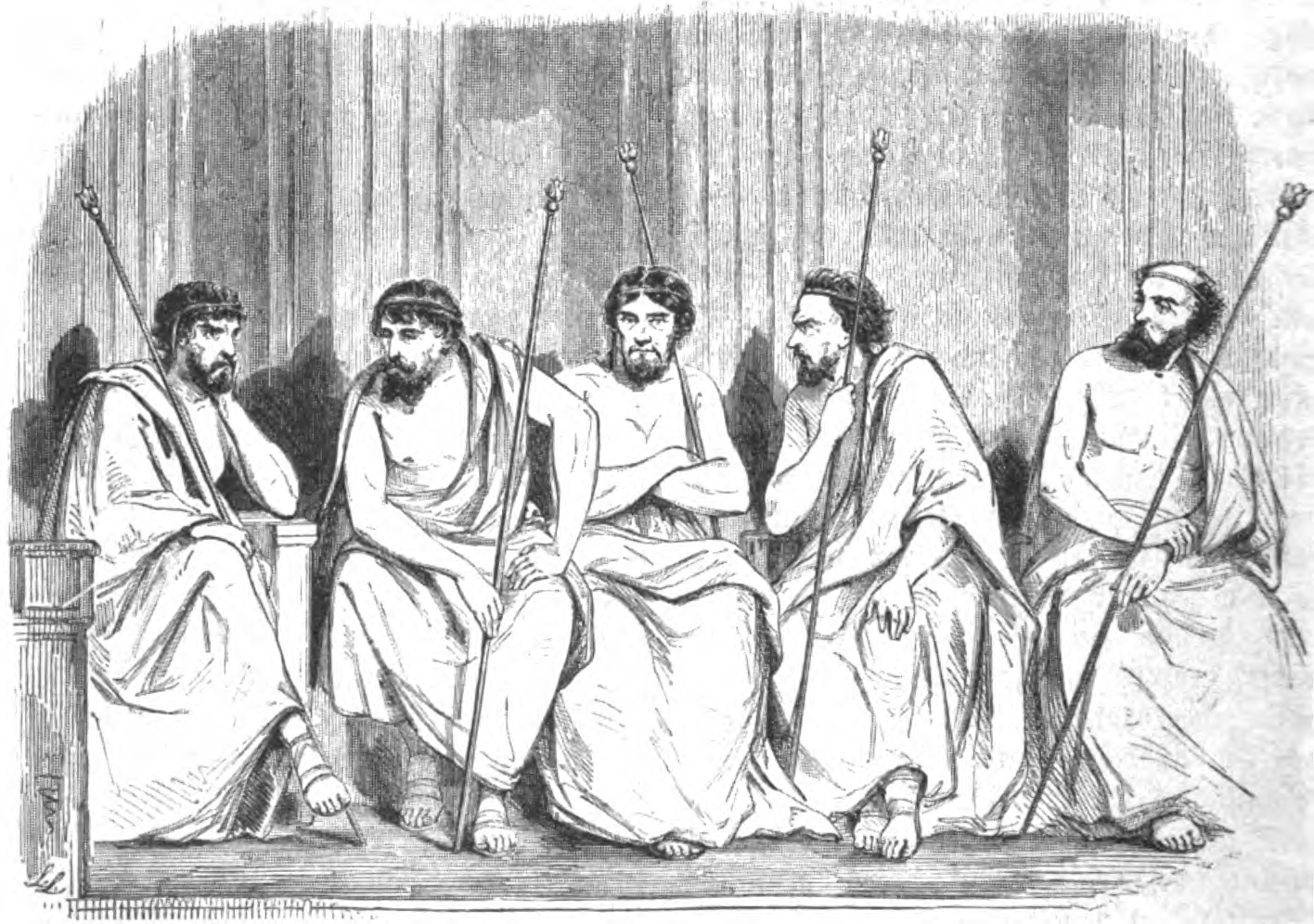
에포로스

에포로스(고대 그리스어: Ἔφορος)는 고대 그리스 스파르타에서 운영되던 공직이며, 스파르타의 왕과 함께 권력을 나눠 가졌다. 에포로스는 5명으로 구성되어 있으며, 스파르타 시민의 선거에 의해 선출되는 민선 장관이었다.

## 개요
헤로도토스는 에포로스 제도가 리쿠르고스가 정비한 제도라고 했으며, 플루타르코스는 리쿠르고스 이후에 마련되었다고 적고 있다. 에포로스는 스파르타 시민이 선출하며, 모든 스파르타 시민이 피선거권을 가지고 있었다. 또한 에포로스는 연임 제도가 없었기 때문에 1기에서 퇴임했다.
에포로스는 드물게 협력하지 않은 2명의 스파르타 왕의 권력 균형에 서 있었다. 에포로스는 2명의 왕이 불화하면 세력이 강해지고, 반면 2명의 왕이 일치 협력하여 국정을 수행하면 그 정책에 개입하는 것이 허락되지 않았기 때문에 국정에 대한 영향력도 감소했다.
플루타르코스에 따르면, 매년 가을에 실시된 유혈사태에 대한 두려움을 없애기 위해 모든 스파르타인들이 군사훈련으로 헤일로타이(일종의 국가 노예)를 살해할 수 있는 크립테이아(Krypteia, 헤일로타이 대한 전투 행위)는 에포로스가 선전포고함으로써 시작되었다.
에포로스는 스파르타 민회의 소집과 법안을 제출할 수 있는 권한을 보유하고 있었기 때문에 고대 로마의 호민관과 비슷한 관직이었다. 게오르크 빌헬름 프리드리히 헤겔은 에포로스의 특권에 대해 프랑스 혁명 시기의 막시밀리앵 로베스피에르 파가 행사한 권한과 비슷했다고 고찰하고 있다.
다수결에 의한 결정이 제도화된 이후 기원전 403년에 스파르타 왕의 파우사니아스가 아티카에 군대를 파병했지만 실패로 끝났다. 때문에 스파르타 시민이 고소를 당했을 때 3명의 에포로스를 납득시키는 등 에포로스가 정책을 변경했을 때, 스파르타의 정책을 쉽게 변경하는 것이 가능했다. 또한 이것은 리산드로스의 정책이 완전히 바뀐 것을 의미했다.
기원전 227년, 스파르타의 왕 클레오메네스가 쿠데타를 일으켜 5명의 에포로스 중 4명을 살해했다.(나머지 1명은 도망) 그 후, 클레오메네스는 스스로가 에포로스의 직무를 겸했기 때문에 에포로스 제도가 잠시 폐지되었다. 기원전 222년, 셀라시아 전투 이후 클레오메네스를 추방한 마케도니아 왕국 안티고노스 왕조의 안티고노스 3세는 에포로스 제도를 부활시켰다. 또한 에포로스가 하드리아누스에 의해 폐지된 2세기까지 존재했던 것처럼 보인다.